# Um Amor Impossível! Ou não...
Um Amor Impossível! Ou não..., abreviada como Watanare (わたなれ), é uma série de light novel yuri japonesa escrita por Teren Mikami e ilustrada por Eku Takeshima. A Shueisha lançou seis volumes desde fevereiro de 2020 sob seu selo Dash X Bunko. Uma adaptação para mangá com arte de Musshu foi lançada na seção Dash X Comic da Niconico Seiga em maio de 2020. O mangá foi licenciado no Brasil pela Panini Group. Uma adaptação de anime produzida por Studio Mother está programada para estrear em julho de 2025.

## Enredo
Renako Amaori, que passou seus anos do ensino médio como uma estudante que não frequentava as aulas e sem amigos, está determinada a aproveitar ao máximo seu tempo no ensino médio. Para conseguir isso, ela se aproxima da garota mais popular da escola, Mai Ouzuka, assim que o ano letivo começa e consegue se juntar ao grupo de amigos dela. No entanto, fingir ser uma das garotas populares quando sempre foi solitária é mentalmente desgastante, e assim, enquanto Renako caminha sozinha até o terraço da escola para relaxar, Mai a descobre e acredita que ela está se preparando para acabar com sua vida. A má comunicação, na realidade, termina com ambas se abrindo uma para a outra, e Renako volta para casa extasiada por finalmente ter encontrado alguém para chamar de melhor amiga. Pelo menos até Mai confessar seu amor no dia seguinte e pedir que ela saia com ela. Renako fica confusa com a confissão repentina, mas Mai sugere que joguem um jogo para ver qual relacionamento é mais adequado para elas: "melhores amigas" ou "namoradas".

## Personagens
Renako Amaori (甘織 れな子, Amaori Renako)
Voz de: Ayaka Ōhashi
A protagonista principal. É uma garota comum em todos os aspectos: aparência, inteligência e habilidades motoras. Enquanto passa por uma vida escolar sombria no ensino fundamental, decide estrear no ensino médio. Com a ajuda de sua irmã, ela faz esforços contínuos para melhorar sua aparência e maneirismos, e no dia da cerimônia de ingresso na escola secundária, torna-se amiga de Mami, realizando seu desejo de se tornar parte do grupo popular. No entanto, devido à sua tendência introvertida e à pressão psicológica de tentar agradar aos outros e acompanhar o ritmo da conversa, ela acaba indo sozinha regularmente ao terraço para recuperar sua "mana". Por conta de um incidente durante o ensino fundamental, ela tem dificuldade em recusar convites de outras pessoas. Influenciada por seu pai, ela desenvolveu um interesse por jogos, especialmente jogos de tiro em primeira pessoa.
Mai Ouzuka (王塚 真唯, Ōzuka Mai)
Voz de: Azusa Tadokoro
Uma bela jovem com cabelos loiros e olhos azuis, ela é uma quarta parte estrangeira. Com uma aparência que se assemelha à princesa de um país, ela é filha de uma designer mundialmente famosa. Desde pequena, ela tem sido uma personalidade famosa, atuando como modelo internacionalmente, porém mantendo uma personalidade afável e acessível, tratando a todos igualmente.
Ajisai Sena (瀬名 紫陽花, Sena Ajisai)
Voz de: Manaka Iwami
Uma bela jovem de aura suave e pura, frequentemente chamada pela Renako de "anjo". Ela tem dois irmãos mais novos e ambos os pais trabalham, de modo que ela frequentemente tem que cuidar dos deles. Ela se emociona profundamente ao assistir filmes e dramas que retratam crianças lutando, muitas vezes derramando lágrimas empatizantes. Embora raramente convide outros para sair, ela é receptiva quando convidada e possui habilidades sociais admiráveis.

## Mídias

### Light novel
Escrito por Teren Mikami e ilustrado por Eku Takeshima, Um Amor Impossível! Ou não... começou a ser publicado pela Dash X Bunko da Shueisha. A série foi compilada em sete volumes até 25 de dezembro de 2024.
| N.º | Data de lançamento      | ISBN              |
| --- | ----------------------- | ----------------- |
| 1   | 21 de fevereiro de 2020 | 978-4-08-631356-8 |
| 2   | 25 de agosto de 2020    | 978-4-08-631379-7 |
| 3   | 23 de abril de 2021     | 978-4-08-631412-1 |
| 4   | 25 de outubro de 2021   | 978-4-08-631439-8 |
| 5   | 24 de fevereiro de 2023 | 978-4-08-631480-0 |
| 6   | 24 de novembro de 2023  | 978-4-08-631528-9 |
| 7   | 25 de dezembro de 2024  | 978-4-08-631568-5 |

### Mangá
Uma adaptação em mangá ilustrada por Musshu começou a ser serializada na seção Dash X Comic da Shueisha no site Niconico Seiga em 15 de maio de 2020.  A série foi compilada em oito volumes tankōbon até 18 de junho de 2025.
Em 31 de julho de 2023, a Panini Group anunciou o lançamento da série no Brasil, tendo o primeiro volume lançado em dezembro do mesmo ano.
| - Capítulos: 1–8 |

| - Capítulos: 9–17 |

| - Capítulos: 18–26 |

| - Capítulos: 27–38 | - Capítulo 37.5 |

| - Capítulos: 39–44 | - Capítulo 42.5 |

| - Capítulos: 45–51 | - Capítulo 45.5 |

| - Capítulos: 52–58 |

| - Capítulos: 59–63 |

### Anime
Uma série de televisão em anime foi anunciada em 19 de novembro de 2024. Ela é produzida pelo Studio Mother e dirigida por Natsumi Uchinuma, com Naruhisa Arakawa cuidando da composição e roteiros da série, Kojikoji projetando os personagens e Yoshiaki Fujisawa compondo a música. A série está programada para estreou em 7 de julho de 2025 na Tokyo MX e outras emissoras. O tema de abertura da série é "Muri Muri Evolution" (ムリムリ進化論), realizado pela Akari Nanawo, enquanto o tema de encerramento é "Mayocchauwa" (迷っちゃうわ), interpretadao por Philosophy no Dance. A Remow licenciou a série, e está a transmiti-la internacionalmente através do seu canal It's Anime no YouTube, embora esteja planejado para os episódios permanecerem no ar durante somente uma semana após a sua transmissão. Na América Latina, a Remow disponibilizou os episódios na plataforma Anime Onegai.

#### Episódios
| N.º | Título | Dirigido por                     | Storyboard por               | Exibição original    |
| --- | --- | -------------------------------- | ---------------------------- | -------------------- |
| 1   | "Um Namoro Impossível!" Transliteração: "Koibito toka, Zettai ni Muri!" (em japonês: 恋人とか、ぜったいにムリ!)                                                                  | Natsumi Uchinuma                 | Natsumi Uchinuma             | 8 de julho de 2025   |
| 2   | "Um Primeiro Beijo Impossível!" Transliteração: "Hajimete no Kisu Nande, Muri!" (em japonês: 初めてのキスなんて、ムリ!)                                                          | Yuto Nakamura                    | Natsumi Uchinuma             | 15 de julho de 2025  |
| 3   | "Com Essa Forçação É Impossível!" Transliteração: "Muriyari Nande, Dame Muri!" (em japonês: ムリヤリなんて、だめムリ!)                                                           | Daisuke Inoue                    | Daisuke Inoue                | 22 de julho de 2025  |
| 4   | "Essa Mai É Impossível! (Ou Não...)" Transliteração: "Shintada Nante, Yappari Muri Muri! (*Muri Janakatta!?)" (em japonês: 真唯なんて、やっぱりムリムリ!（※ムリじゃなかった!?）) | Kenta Kushitani                  | Kenta Kushitani              | 29 de julho de 2025  |
| 5   | "Um Namoro Impossível! Outra vez..." Transliteração: "Koibito Toka, Zettai ni Muri! Sono ni" (em japonês: 恋人とか、ぜったいにムリ!その２)                                       | Yihan Shu                        | Takao Kato, Natsumi Uchinuma | 5 de agosto de 2025  |
| 6   | "Manter Tantos Segredos Assim É Impossível!" Transliteração: "Futari Dake no Himitsu ga Ōsugite, Mō Muri!" (em japonês: ふたりだけのヒミツが多すぎて、もうムリ!)                 | Koichi Tamura                    | Natsumi Uchinuma, Takao Kato | 12 de agosto de 2025 |
| 7   | Transliteração: "Shuraba Toka, Dō Agaite mo Muri!" (em japonês: 修羅場とか、どうあがいてもムリ!)                                                                                 | Tomoaki Takatsudo, Yuto Nakamura | Atsushi Otsuki               | 19 de agosto de 2025 |

## Recepção

### Light novel
Sean Gaffney, do Manga Bookshelf, fez uma crítica mista à primeira light novel, dizendo que, embora pudesse "entender o apelo", ficou incomodado com o fato de Mai ignorar a falta de consentimento de Renako em relação às suas investidas e com o tom "muito, muito apavorado de adolescente" da narração de Renako. Gaffney também não se interessou pela premissa de harém da série, dizendo que preferia que a série se concentrasse no desenvolvimento do relacionamento entre Renako e Mai. Ele concluiu sua crítica dizendo: "isso não é ruim. Só tem muitas coisas que eu pessoalmente não gosto".

### Mangá
A adaptação para mangá foi indicada para o Prêmio Next Manga em 2021 e 2022 na categoria web mangá.
Ao analisar os seis primeiros volumes da adaptação para mangá para a Anime News Network, Rebecca Silverman fez uma crítica positiva, elogiando a arte, o humor, os arcos dos personagens e a complexidade da dinâmica do romance harém, mas expressou desconforto com a falta de preocupação de Mai com o consentimento de Renako em várias cenas, apesar de reconhecer que isso foi "claramente feito com espírito de humor". Silverman disse que os leitores que procuram uma história de harém yuri provavelmente irão gostar da série.

### Anime
O primeiro episódio da adaptação para anime recebeu respostas mistas nas prévias da temporada de verão de 2025 da ANN, com os críticos geralmente elogiando a apresentação visual e a animação, mas divididos quanto à premissa. Caitlin Moore elogiou a paleta de cores da série, chamando-a de "brilhante de uma forma agradável", mas ficou desanimada com a caracterização de Mai, descrevendo-a como "assustadora". Apesar disso, Moore reconheceu que os fãs do material original certamente apreciariam a adaptação "energética" para anime. Christopher Farris teve uma opinião semelhante sobre Mai, dizendo que ela era "quase opressiva", mas descreveu Renako como uma protagonista com quem é fácil se identificar e expressou interesse em episódios futuros. "Bolts (MrAJCosplay)" expressou sentimentos semelhantes, dizendo que estava "um pouco confuso" com o enredo romântico e que achava que o episódio abandonou a trama identificável da ansiedade social de Renako na segunda metade. James Beckett fez a crítica mais positiva, elogiando a cena em primeira pessoa que mostra a ansiedade social de Renako no início do episódio e chamou a história de "uma premissa fofa para um programa adorável", dizendo que, embora corresse o risco de retratar Mai como predadora, "ela e Renako formariam um casal superestrela".
O segundo episódio também recebeu uma resposta mista na ANN. Farris gostou da exploração da história sobre as "linhas tênues" entre amizade e relacionamentos românticos, mas não gostou da cena do beijo no episódio, pois Mai continuou a ultrapassar os limites de Renako. "Bolts (MrAJCosplay)" expressou uma opinião semelhante. James Beckett, por outro lado, reconheceu que o comportamento de Mai constituiria um "grande sinal de alerta" na realidade, mas opinou que isso não era um problema "no universo de uma comédia romântica animada".
Vrai Kaiser, do Anime Feminist, fez uma crítica positiva ao primeiro episódio, elogiando as "bordas neon" da apresentação visual e a premissa, mas comentou que alguns espectadores podem não gostar do ritmo acelerado da série.